# 純情 (家入レオの曲)
「純情」（じゅんじょう）は、家入レオの楽曲。レコチョク等での着うた先行配信後、2014年7月30日にビクターエンタテインメントから7枚目のシングルとしてリリースされた。

## 概要
曲は、フジテレビ系テレビアニメ『ドラゴンボール改』のエンディングテーマとして起用されている。家入の楽曲がテレビアニメ主題歌に起用されるのは、デビューシングル「サブリナ」以来2年半ぶりとなる。
CDシングルはライブビデオ『a boy 〜3rd Live Tour〜』と同時発売で、初回限定盤A・初回限定盤B・通常盤の3形態がリリースされた。初回限定盤Aにはミュージック・ビデオやメイキング画像等を収録したDVDが付属し、初回限定盤Bは『ドラゴンボール改』オリジナルジャケット仕様となっている。カップリング曲「For you」は、クラレ企業CMソングとして書き下ろされた楽曲で、初回限定盤Aと通常盤にのみ収録される。8月8日にテレビ朝日系音楽番組「ミュージックステーション」で披露された。
オリコンウィークリーチャートで初登場11位と、デビューシングル「サブリナ」から6作続いていたトップ10入りを逃した作品となった。

## シングル収録曲
初回限定盤A
| #         | タイトル                                                     | 作詞              | 作曲      | 編曲         | 時間  |
| --------- | ------------------------------------------------------------ | ----------------- | --------- | ------------ | ----- |
| 1.        | 「純情」(フジテレビ系『ドラゴンボール改』エンディングテーマ) | 家入レオ          | 西尾芳彦  | 佐藤希久生   | 3:48  |
| 2.        | 「For you」(クラレ企業CMソング)                              | 家入レオ          | 西尾芳彦  | 三輪コウダイ | 3:43  |
| 3.        | 「a boy (Acoustic Version)」                                 | 家入レオ/西尾芳彦 | 西尾芳彦  | 三輪コウダイ | 3:58  |
| 4.        | 「純情 (Instrumental)」                                      |                   |           |              | 3:44  |
| 5.        | 「For you (Instrumental)」                                   |                   |           |              | 3:42  |
| 合計時間: | 合計時間:                                                    | 合計時間:         | 合計時間: | 合計時間:    | 18:57 |

初回限定盤B
| #         | タイトル                          | 作詞      | 作曲              | 編曲         | 時間  |
| --------- | --------------------------------- | --------- | ----------------- | ------------ | ----- |
| 1.        | 「純情」                          |           |                   |              | 3:46  |
| 2.        | 「純情 (Instrumental)」           |           |                   |              | 3:43  |
| 3.        | 「a boy (Acoustic Version)」      |           |                   |              | 3:58  |
| 4.        | 「太陽の女神 (Acoustic Version)」 | 家入レオ  | 家入レオ/西尾芳彦 | 三輪コウダイ | 3:24  |
| 合計時間: | 合計時間:                         | 合計時間: | 合計時間:         | 合計時間:    | 14:54 |

通常盤
| #         | タイトル                          | 作詞  | 作曲・編曲 | 時間 |
| --------- | --------------------------------- | ----- | ---------- | ---- |
| 1.        | 「純情」                          |       |            | 3:48 |
| 2.        | 「For you」                       |       |            | 3:44 |
| 3.        | 「太陽の女神 (Acoustic Version)」 |       |            | 3:26 |
| 4.        | 「純情 (Instrumental)」           |       |            | 3:44 |
| 5.        | 「For you (Instrumental)」        |       |            | 3:42 |
| 合計時間: | 合計時間:                         | 18:26 |            |      |

## 収録アルバム
- 20 (#1, 初回限定盤A・通常盤#2)